# Марамурешская грекокатолическая епархия
Марамурешская грекокатолическая епархия (лат. Dioecesis Maramuresensis) — епархия Румынской грекокатолической церкви с центром в городе Бая-Маре, Румыния.

## История

Территория епархии находится на севере страны

Епархия Марамуреша была учреждена 5 июня 1930 года папской буллой Solemni Conventione на территории, выделенной из архиепархии Фэгэраша и Алба-Юлии и епархий Клуж-Герла и Оради.

## Ординарии епархии
- епископ Alexandru Rusu (17.10.1930 — † 9.05.1963)
  - Sede Vacante
- епископ Лучиан Мурешан (14.03.1990 — 4.07.1994), назначен архиепископом Фэгэраша и Алба-Юлии; с 2012 года — кардинал
- епископ Ioan Şişeştean (20.07.1994 — † 12.04.2011)
- епископ Vasile Bizău (с 11 июня 2011 года)